# Seven Lakes
Seven Lakes és una concentració de població designada pel cens dels Estats Units a l'estat de Carolina del Nord. Segons el cens del 2000 tenia 3.214 habitants.

## Demografia
Segons el cens del 2000, Seven Lakes tenia 3.214 habitants, 1.399 habitatges i 1.141 famílies. La densitat de població era de 151,3 habitants per km².
Dels 1.399 habitatges en un 17,9% hi vivien nens de menys de 18 anys, en un 76,3% hi vivien parelles casades, en un 4,4% dones solteres, i en un 18,4% no eren unitats familiars. En el 16,9% dels habitatges hi vivien persones soles el 12,2% de les quals corresponia a persones de 65 anys o més que vivien soles. El nombre mitjà de persones vivint en cada habitatge era de 2,26 i el nombre mitjà de persones que vivien en cada família era de 2,47.
Per edats la població es repartia de la següent manera: un 14,9% tenia menys de 18 anys, un 2,3% entre 18 i 24, un 14,9% entre 25 i 44, un 25,5% de 45 a 60 i un 42,5% 65 anys o més.
L'edat mediana era de 60 anys. Per cada 100 dones de 18 o més anys hi havia 90 homes.
La renda mediana per habitatge era de 53.237 $ i la renda mediana per família de 59.180 $. Els homes tenien una renda mediana de 50.909 $ mentre que les dones 31.776 $. La renda per capita de la població era de 32.070 $. Cap de les famílies i el 0,5% de la població estaven per davall del llindar de pobresa.

## Poblacions més properes
El següent diagrama mostra les poblacions més properes.